# Cham Seyyed Moḩammad
Cham Seyyed Moḩammad (persiska: Cham-e Seyyed Moḩammad, چم سیّد محمّد) är en ort i Iran.   Den ligger i provinsen Khuzestan, i den centrala delen av landet, 500 km söder om huvudstaden Teheran. Cham Seyyed Moḩammad ligger 432 meter över havet och antalet invånare är 269.
Terrängen runt Cham Seyyed Moḩammad är varierad.Runt Cham Seyyed Moḩammad är det ganska tätbefolkat, med 58 invånare per kvadratkilometer. Närmaste större samhälle är Patak-e Beygdelī, 4,5 km sydost om Cham Seyyed Moḩammad. Trakten runt Cham Seyyed Moḩammad är ofruktbar med lite eller ingen växtlighet.